# Hideyuki Ōhashi
Hideyuki Ōhashi (jap. 大橋 秀行, Ōhashi Hideyuki; * 8. März 1965 in Yokohama, Japan) ist ein japanischer Boxfunktionär und ehemaliger Boxer im Strohgewicht. 
Sein älterer Bruder ist der Boxer Katsuyuki Ōhashi.

## Laufbahn
Im Jahre 1985 begann er erfolgreich seine Profikarriere. Am 7. Februar 1990 boxte er gegen Choi Jum-hwan um den Weltmeistertitel des Verbandes WBC und gewann durch K. o. Diesen Gürtel verlor er allerdings bereits in seiner zweiten Titelverteidigung im Oktober desselben Jahres an Ricardo López.
Am 14. Oktober des Jahres 1992 wurde er zudem WBA-Weltmeister, als er Choi Hi-yong einstimmig nach Punkten schlug. Diesmal verlor er den Gürtel bereits in seiner ersten Titelverteidigung im Februar des darauf folgenden Jahres gegen Chana Porpaoin durch Mehrheitsentscheidung und beendete daraufhin seine Boxerkarriere.
Am 1. April 2007 wurde er zum Vorsitzenden des Boxverbandes Ostjapan (Higashi-Nihon Boxing Kyōkai) und war ab 1. April 2010 zusätzlich noch Vorsitzender des Japanischen Profiboxverbandes (Nihon Pro Boxing Kyōkai, JPBA). 2013 wurde er zudem noch ein Direktor der Japanischen Boxkommission (Nihon Boxing Commission, JBC).